# Paracordyloporus speciosus
Paracordyloporus speciosus är en mångfotingart som beskrevs av Carl Graf Attems 1929. Paracordyloporus speciosus ingår i släktet Paracordyloporus och familjen Chelodesmidae. Inga underarter finns listade i Catalogue of Life.